# (44613) Rudolf
(44613) Rudolf est un astéroïde de la ceinture principale.

## Description
(44613) Rudolf est un astéroïde de la ceinture principale. Il fut découvert le 8 septembre 1999 à l'Observatoire d'Ondřejov par Petr Pravec et Peter Kušnirák. Il présente une orbite caractérisée par un demi-grand axe de 2,42 UA, une excentricité de 0,02 et une inclinaison de 7,8° par rapport à l'écliptique.

## Compléments